# Pseudogaudryina
Pseudogaudryina es un género de foraminífero bentónico de la subfamilia Pseudogaudryininae, de la familia Pseudogaudryinidae, de la superfamilia Textularioidea, del suborden Textulariina y del orden Textulariida. Su especie tipo es Textularia atlantica. Su rango cronoestratigráfico abarca desde el Senoniense (Cretácico superior) hasta la Actualidad.

## Clasificación
Pseudogaudryina incluye a las siguientes especies:
- Pseudogaudryina anachrons
- Pseudogaudryina atlantica
- Pseudogaudryina claternae
- Pseudogaudryina coalingensis
- Pseudogaudryina concava
- Pseudogaudryina corrugata
- Pseudogaudryina exornata
- Pseudogaudryina externa
- Pseudogaudryina gymnesica
- Pseudogaudryina hiltermanni
  - Pseudogaudryina hiltermanni trigonalis
- Pseudogaudryina ishikiensis
- Pseudogaudryina jacksonensis
  - Pseudogaudryina jacksonensis var. irregularis
- Pseudogaudryina kokuseiensis
- Pseudogaudryina niigataensis
- Pseudogaudryina oga
- Pseudogaudryina pacifica
- Pseudogaudryina phenocrysta
- Pseudogaudryina pyramidata
- Pseudogaudryina vicentina